# Quercus virginiana
Quercus virginiana là một loài thực vật có hoa trong họ Cử. Loài này được Mill. miêu tả khoa học đầu tiên năm 1768.

## Hình ảnh

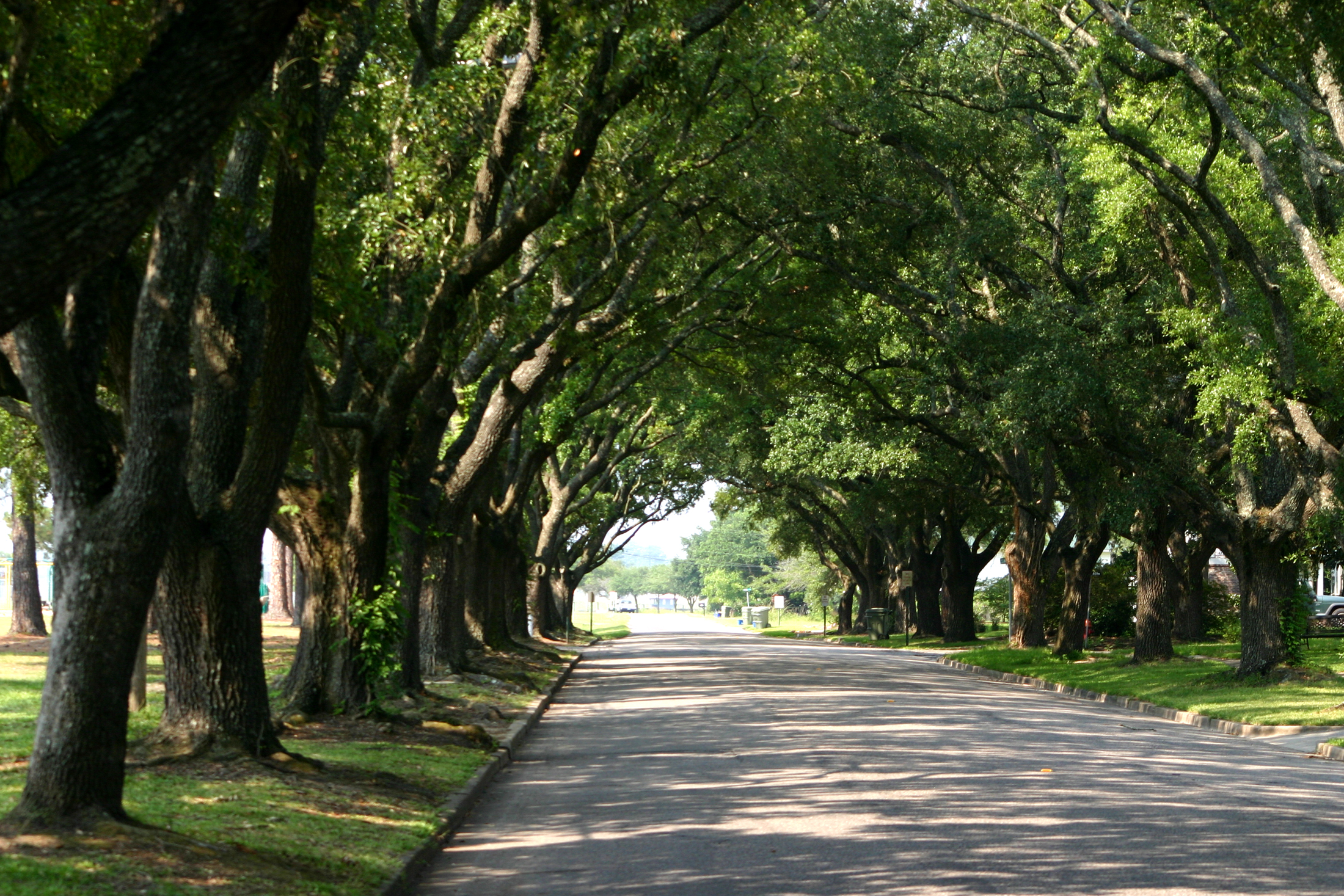
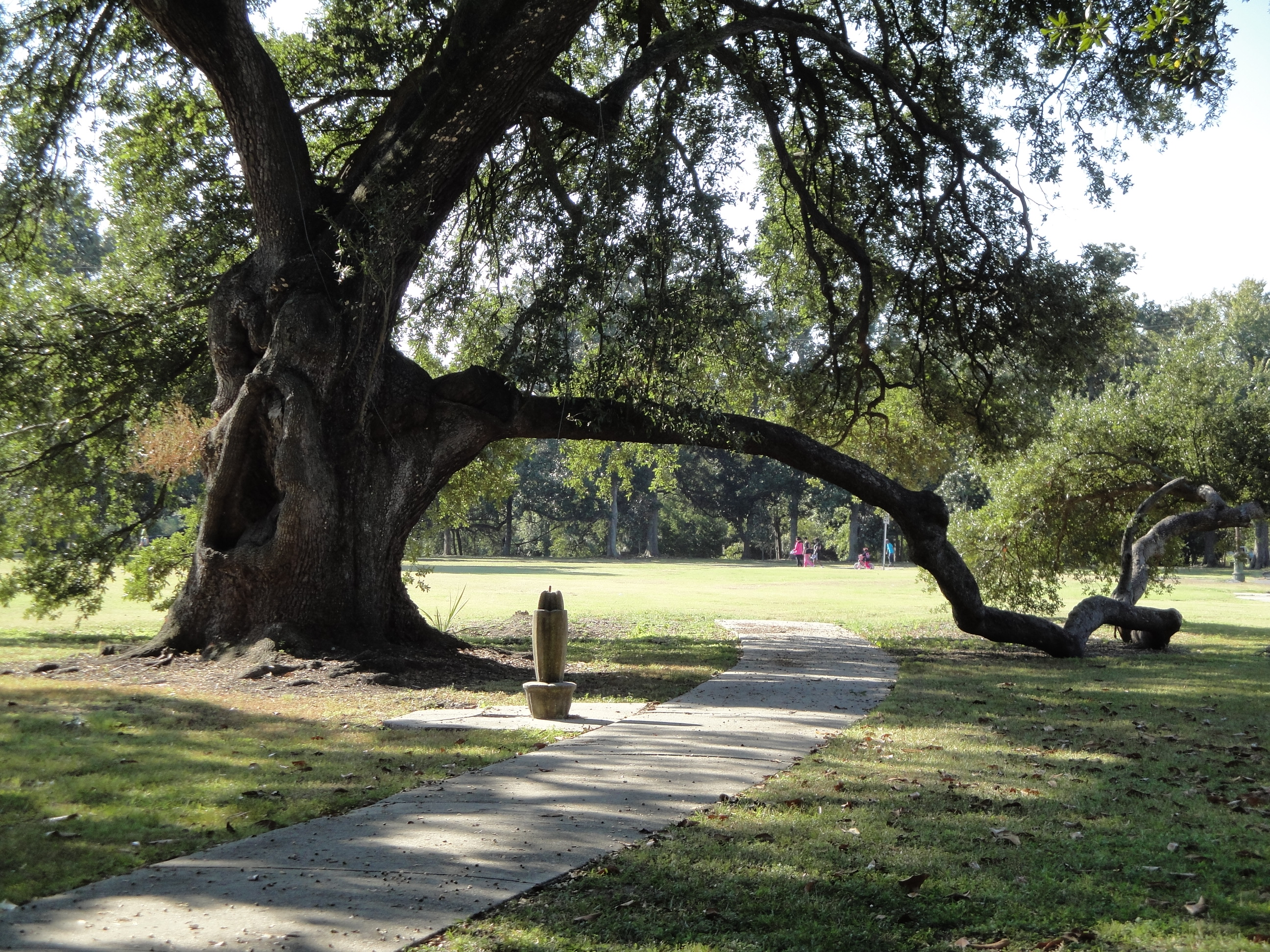
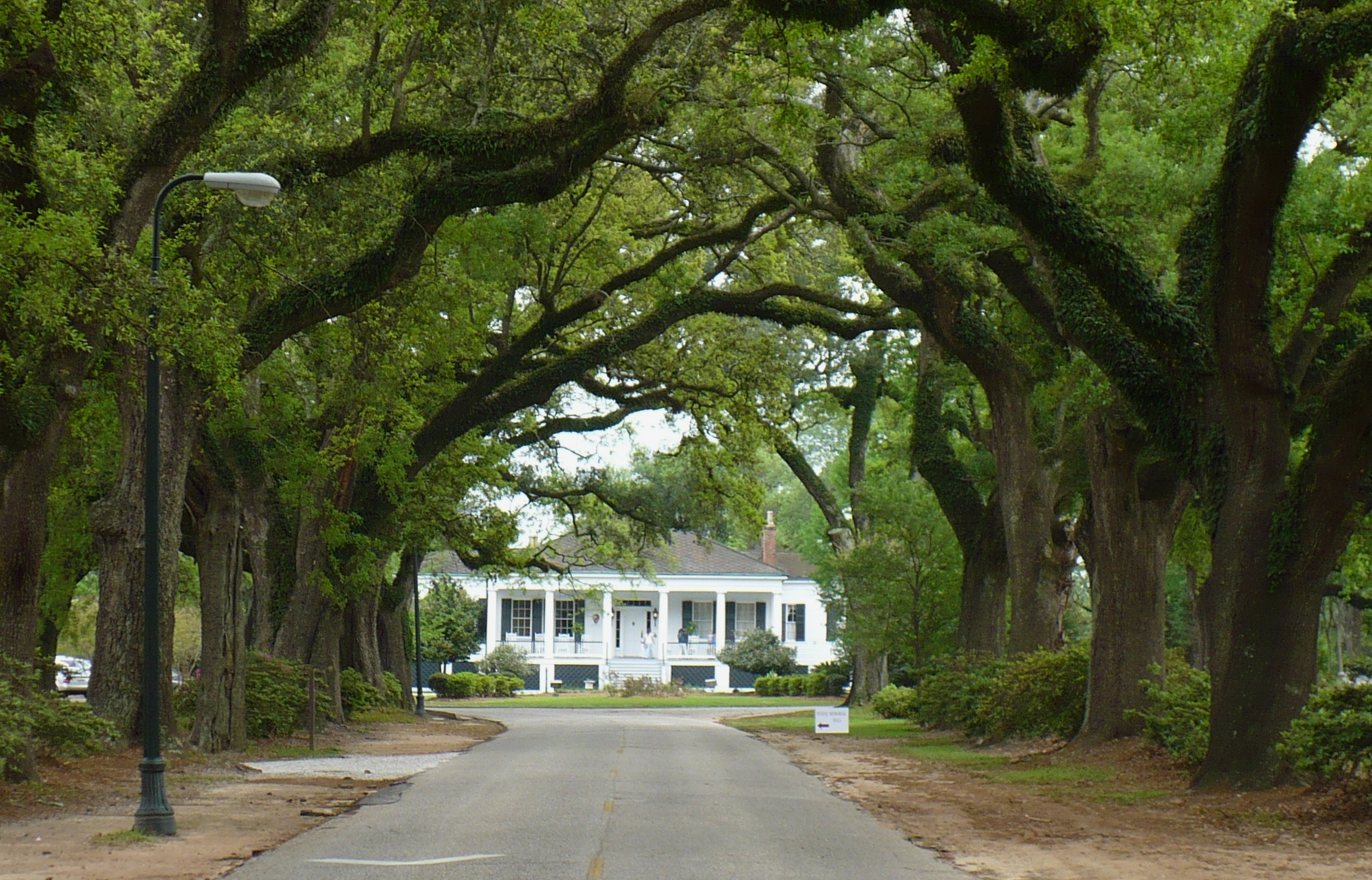
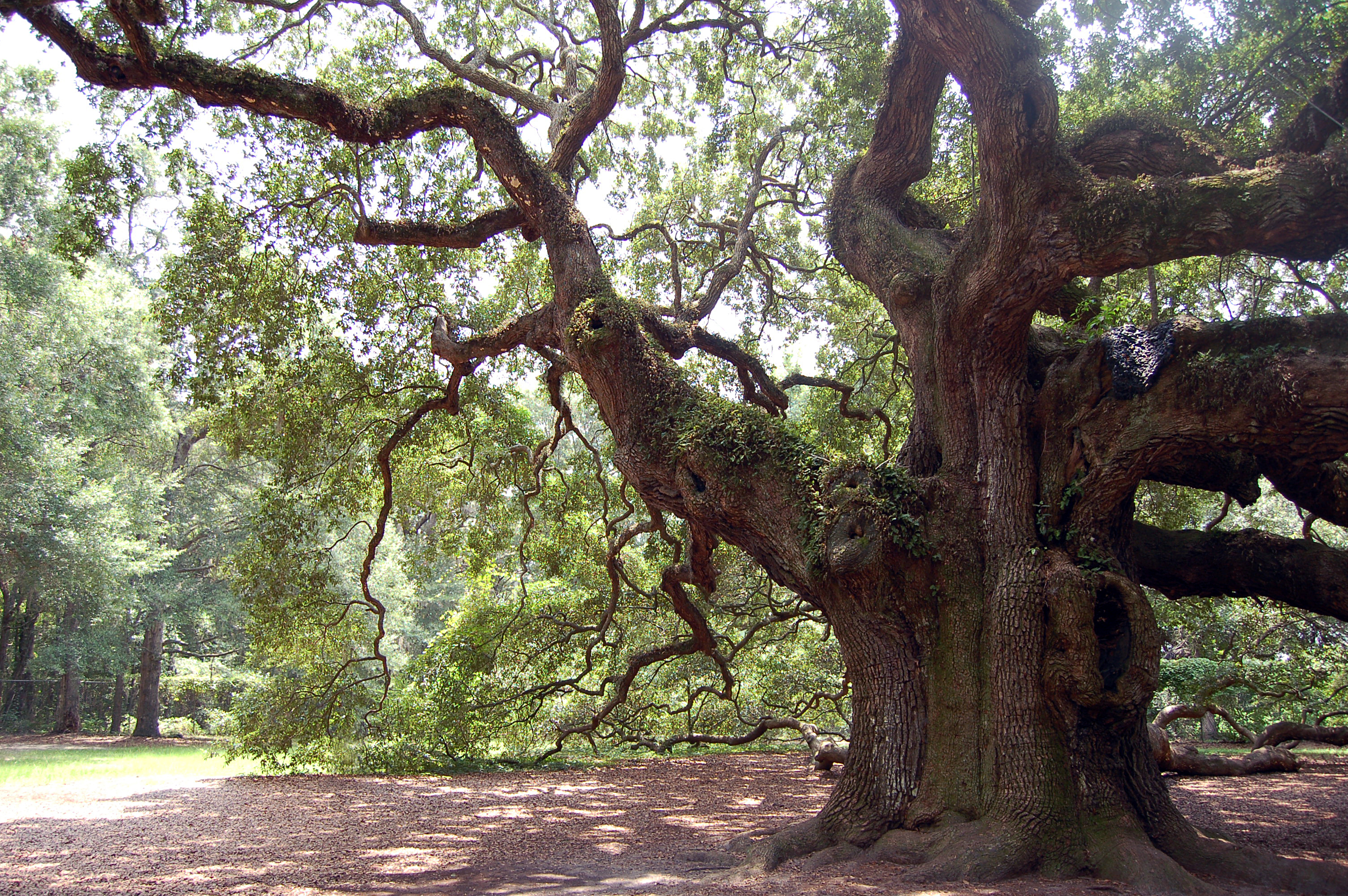